# Јелше при Оточцу
Јелше при Оточцу (словен. Jelše pri Otočcu) је насељено место у општини Ново Место, регија Југоисточна Словенија, Словенија.

## Историја
До територијалне реорганизације у Словенији било је у саставу старе општине Ново Место.

## Становништво
У попису становништва из 2011. године, Јелше при Оточцу је имало 54 становника.
| Број становника према пописима | Број становника према пописима | Број становника према пописима |
| ------------------------------ | ------------------------------ | ------------------------------ |
| 1991                           | 2002                           | 2011                           |
| 62                             | 53                             | 54                             |

Напомена: До 1953. исказивано под именом Јелше.